# فراپورت آرنا
فراپورت آرنا (آلمانی: Fraport Arena) یک سالن ورزشی در فرانکفورت، آلمان است.
این ورزشگاه که در سال ۱۹۸۷ تأسیس شده دارای ۵٬۰۰۲ ظرفیت است و برای ورزش‌های بسکتبال و والیبال استفاده میشود.